# 오비두스

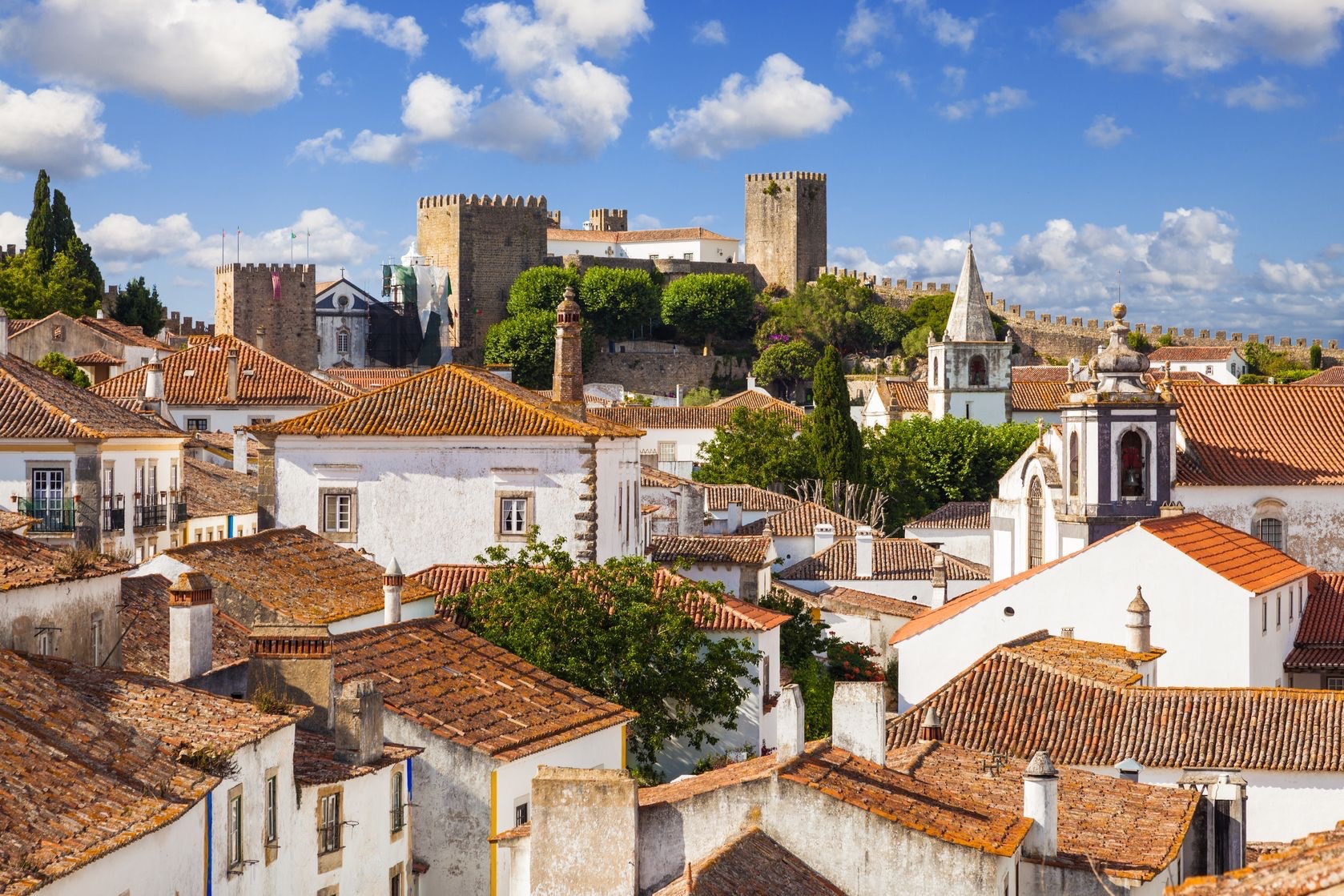
오비두스 시가지

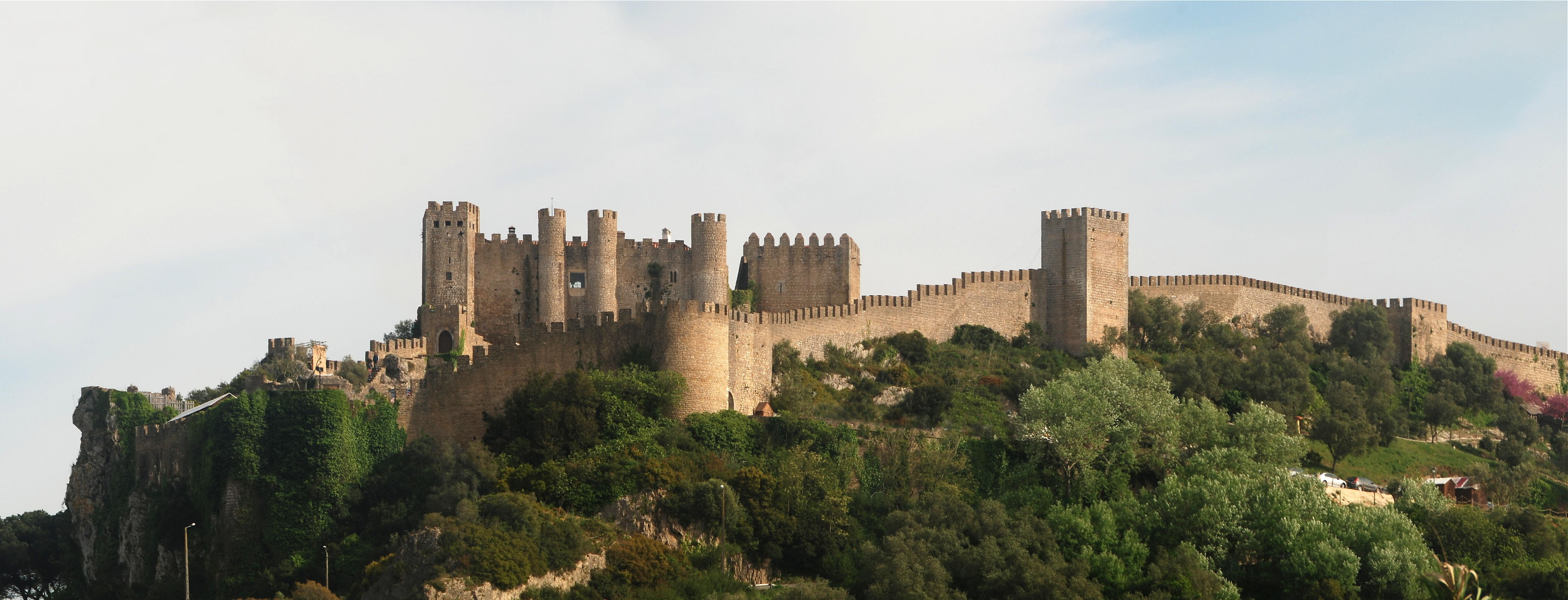
오비두스 성

오비두스의 위치

오비두스(포르투갈어: Óbidos)는 포르투갈 레이리아 현에 위치한 도시다.
고대 로마 시대에 오피둠이 건설되면서 설립되었으며 도시 이름 또한 포르투갈어로 "성채"를 뜻한다.

오비두스 - Óbidos
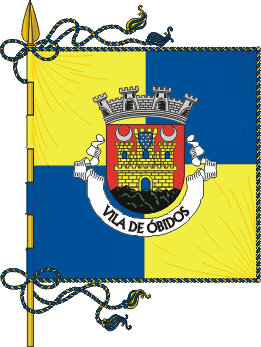
시기
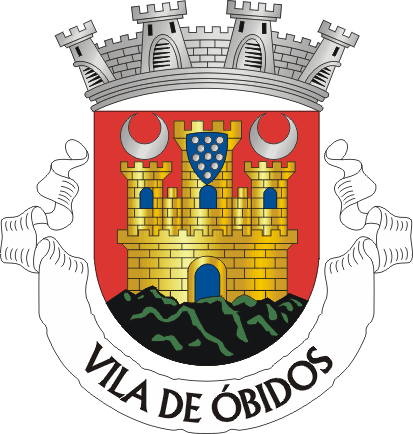
시 문장
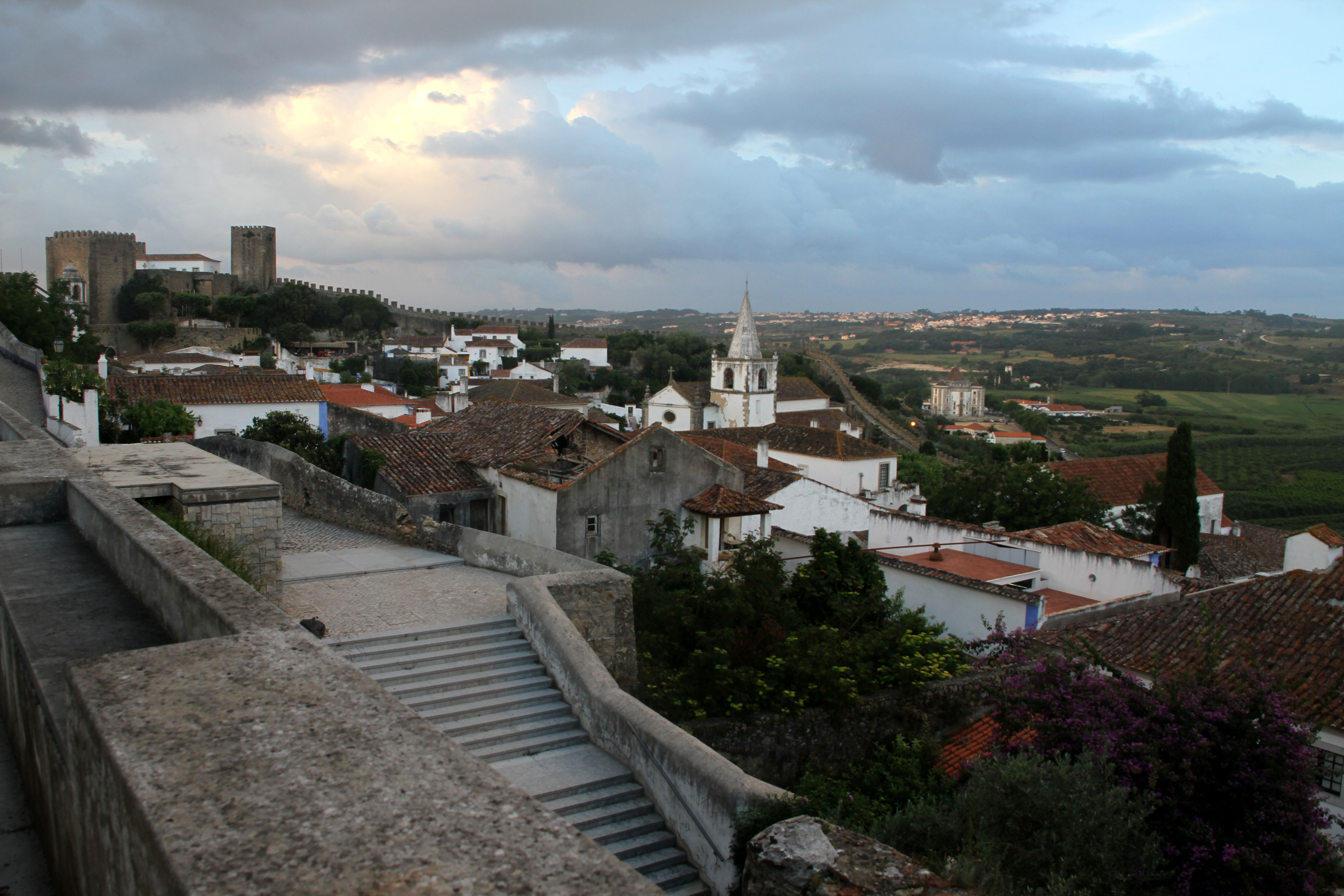
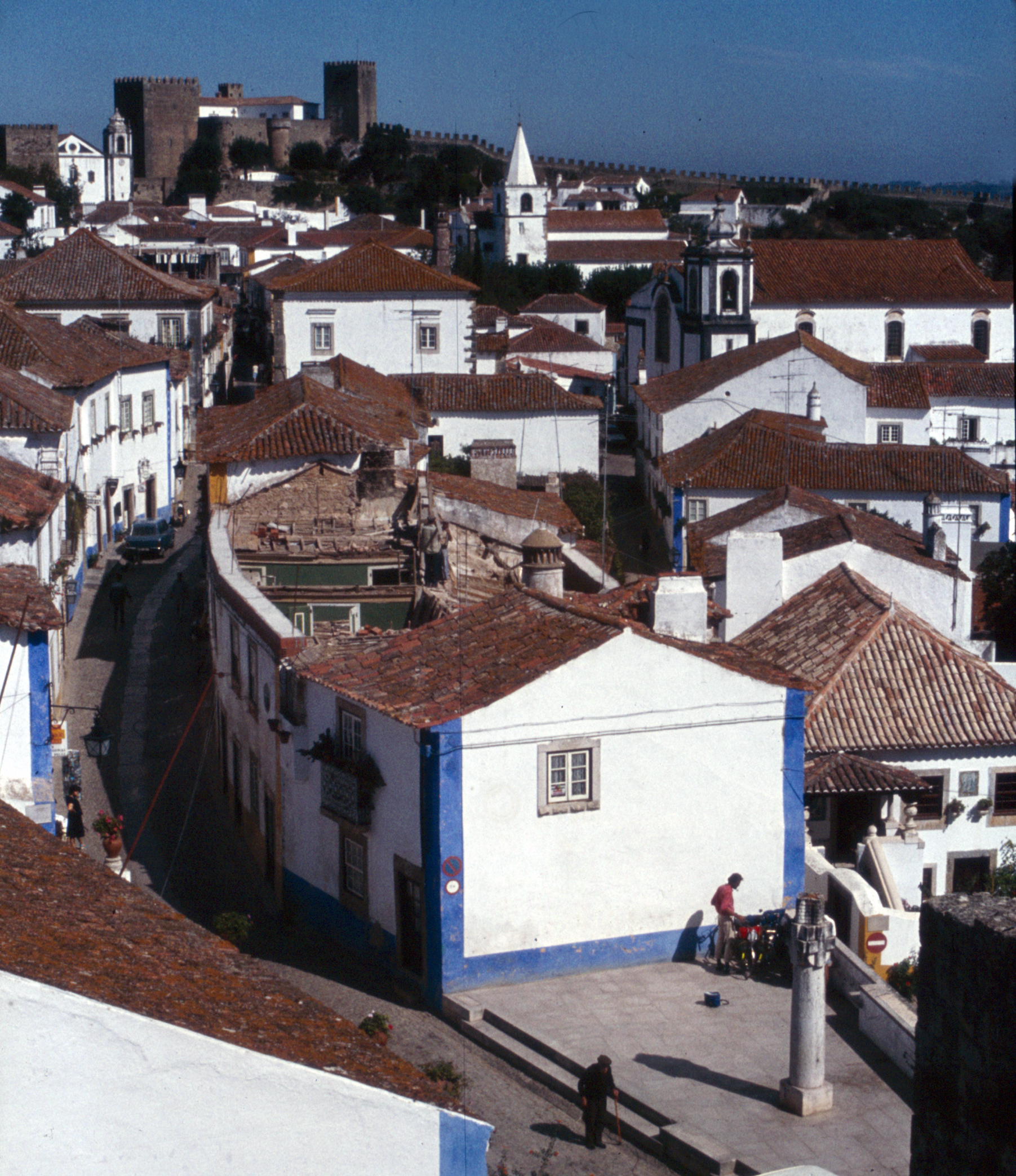
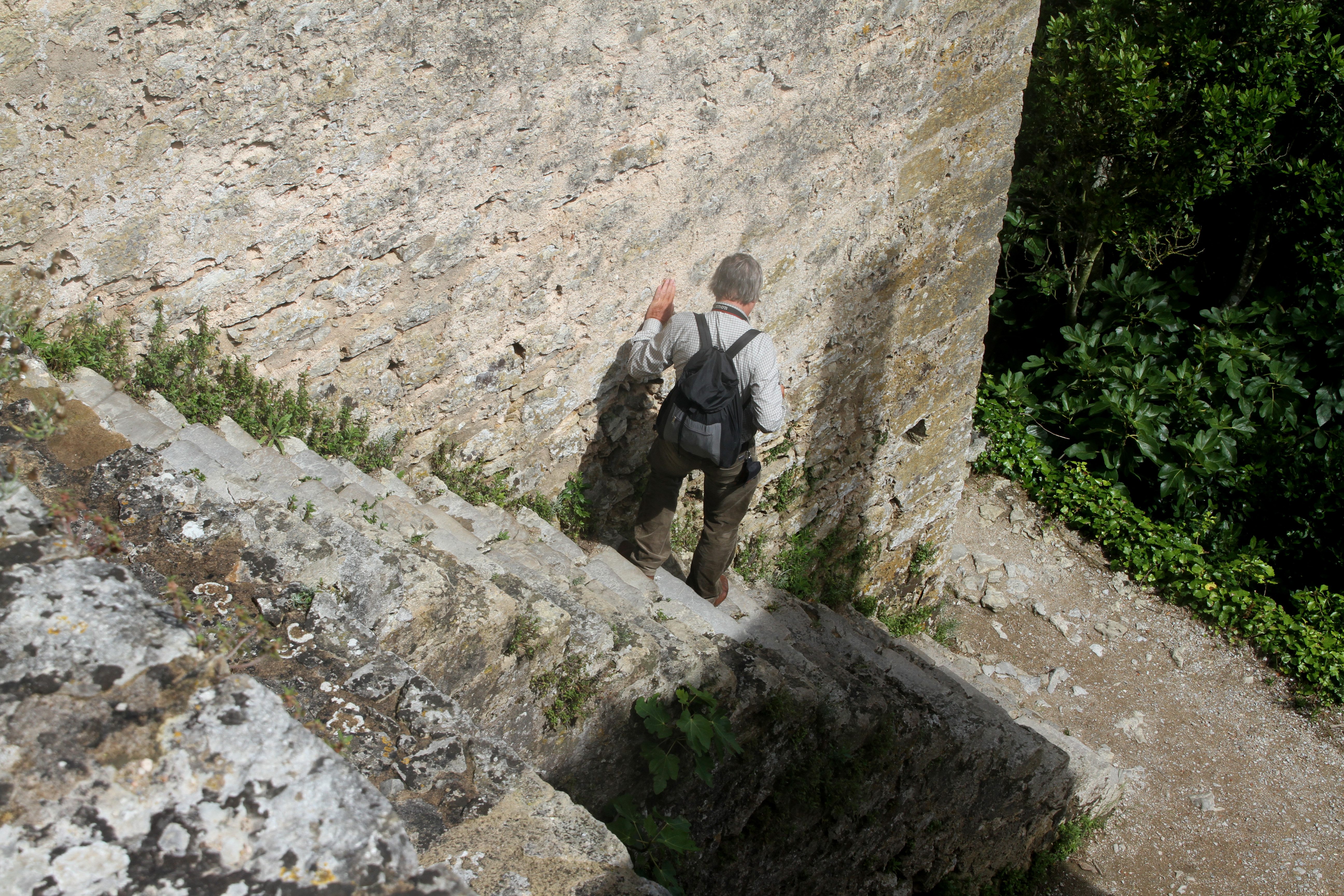
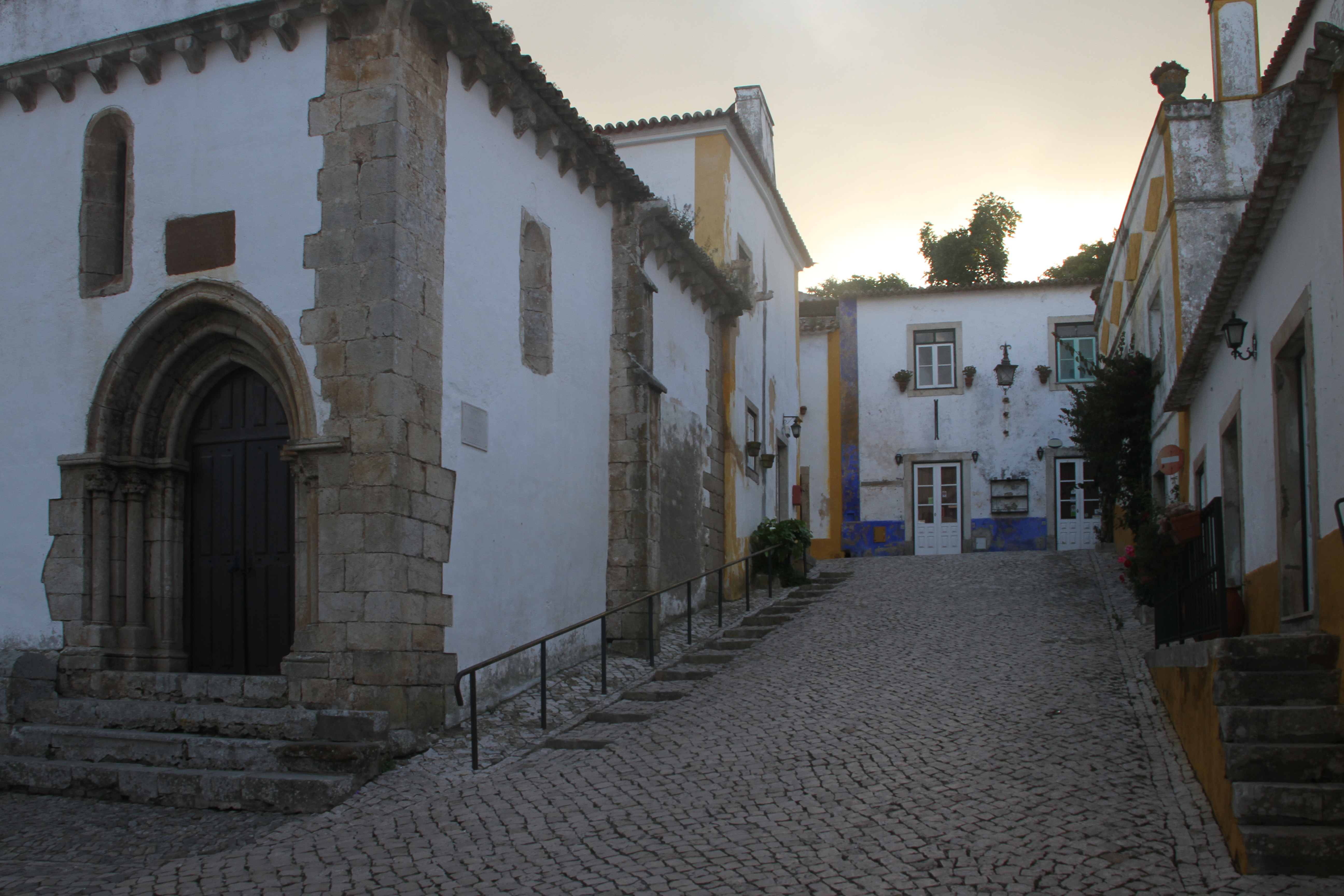
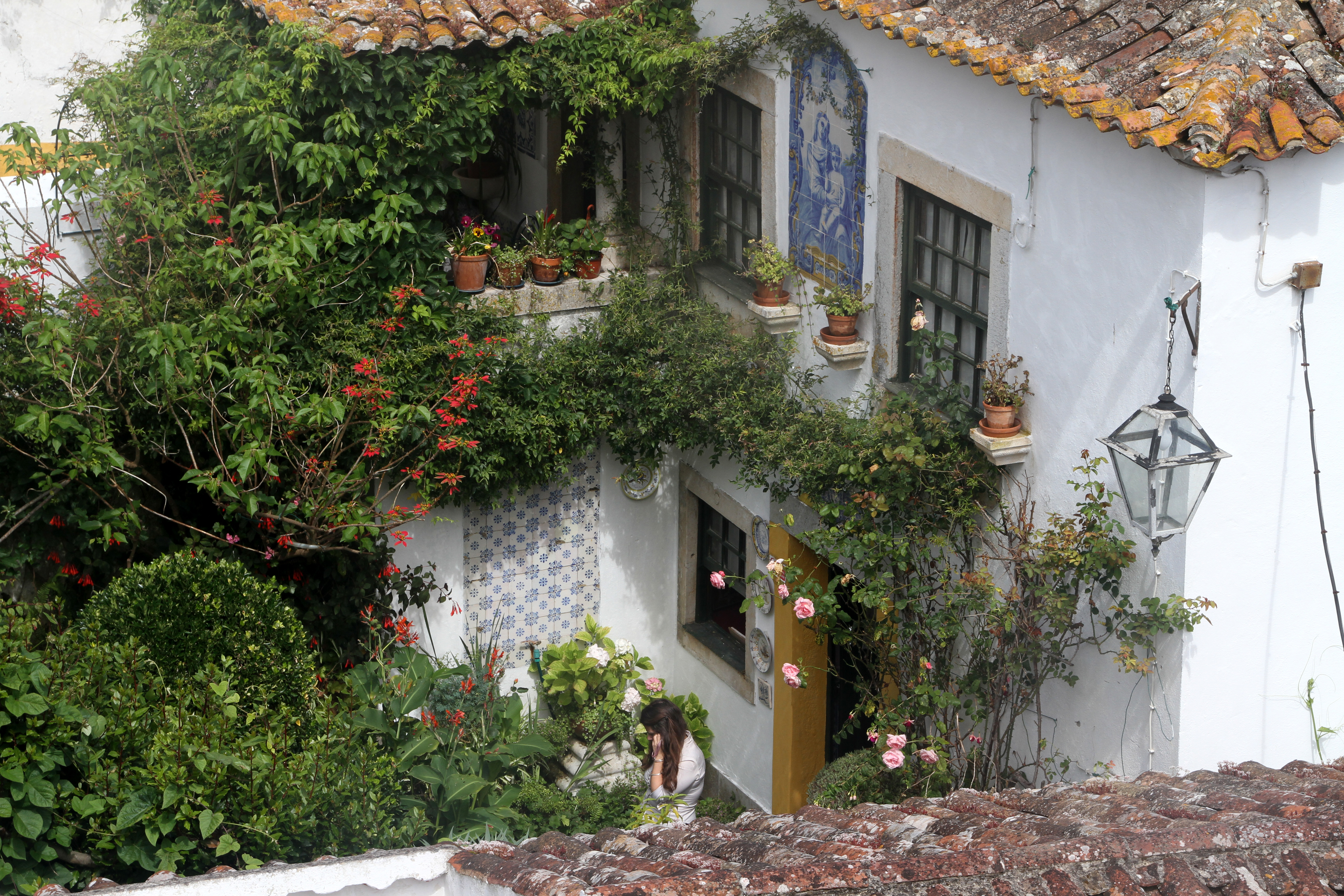
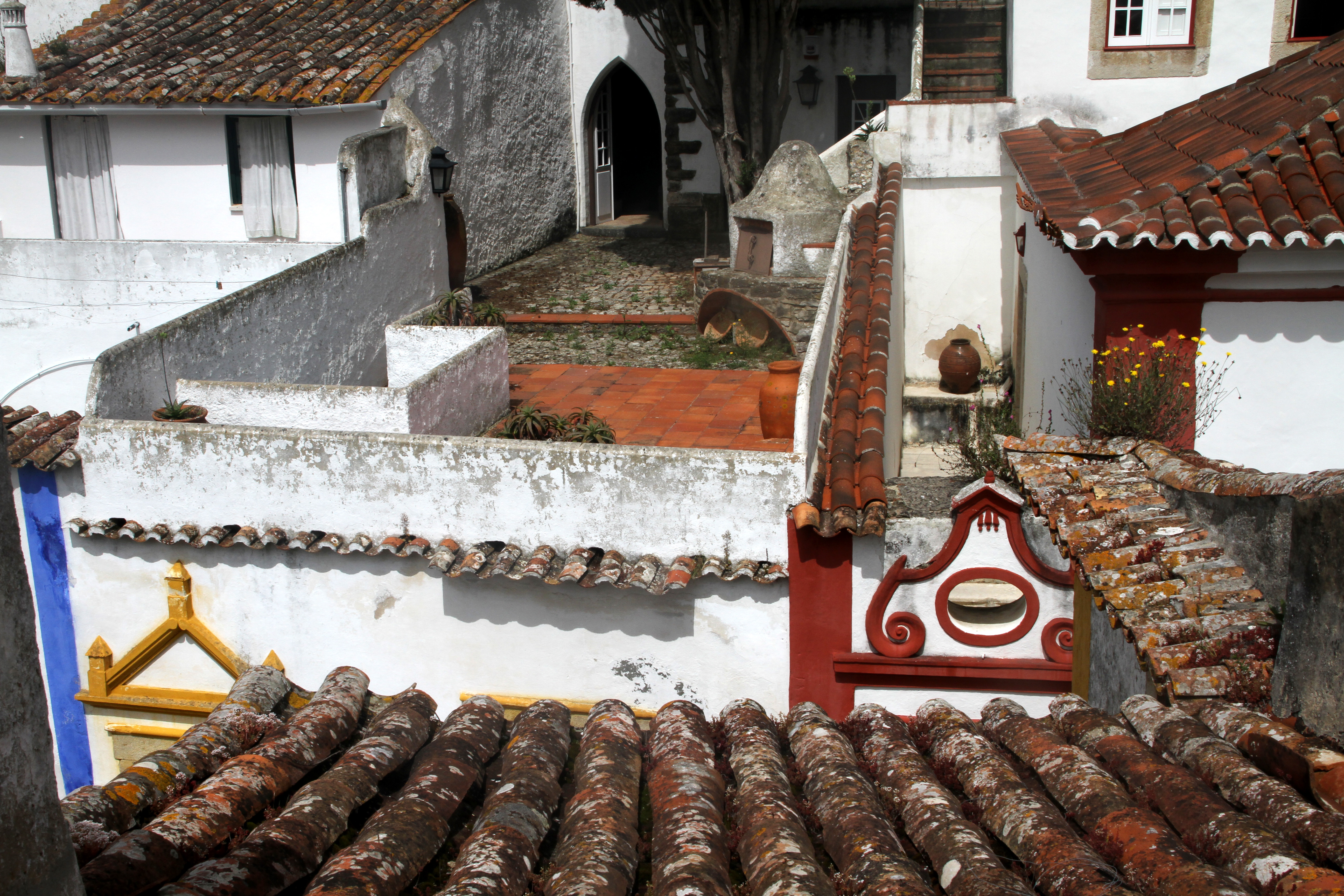
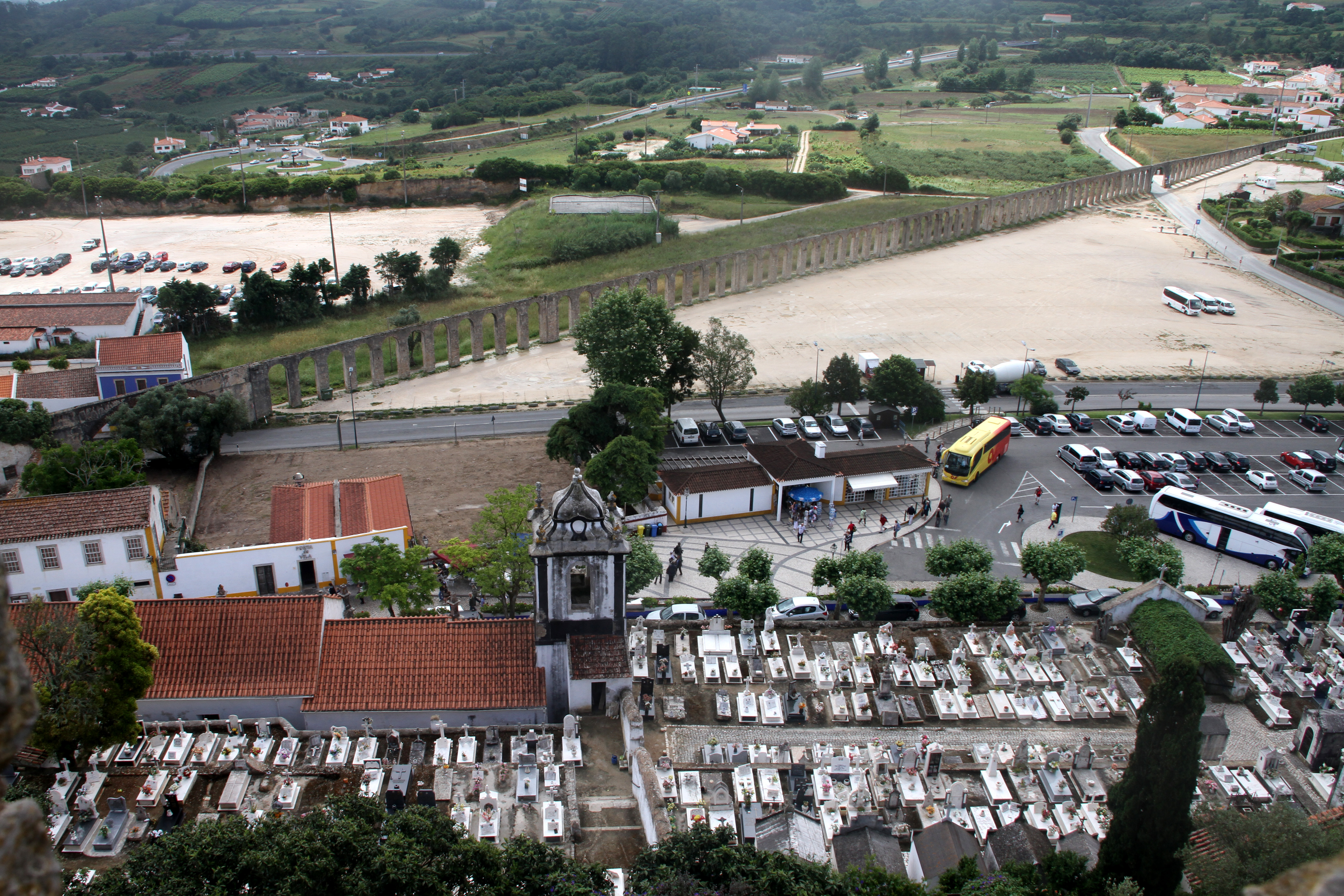
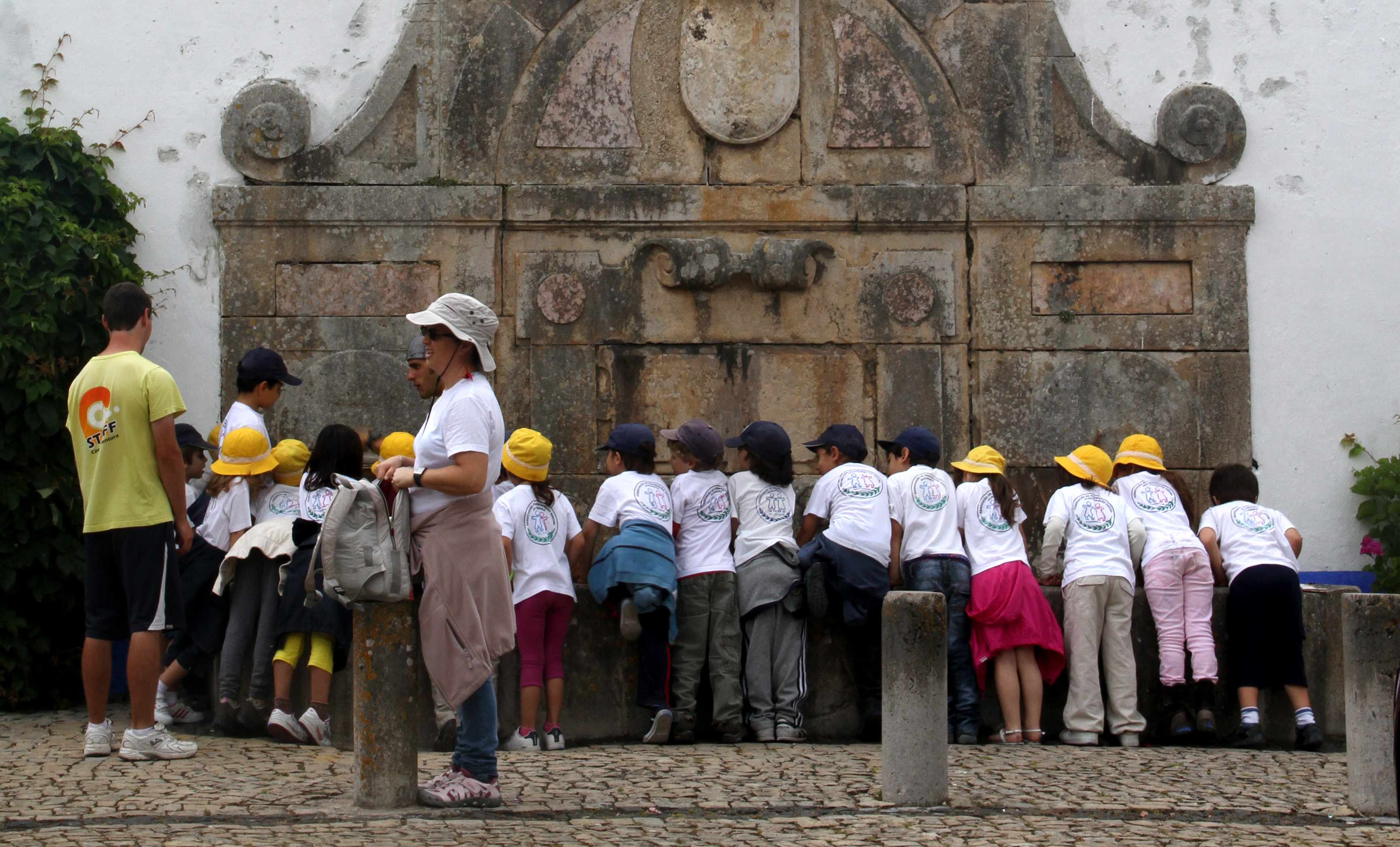